# Автономов Валентин Миколайович
Валентин Миколайович Автономов (нар. 22 лютого 1936 року, Гомель, БРСР) — український інженер-конструктор літальних апаратів. Вніс великий внесок у ракетобудівну галузь СРСР та України, є автором книги Створення сучасної техніки: Основи теорії та практики.

## Біографія
Валентин Миколайович народився 22 лютого 1936 року у місті Гомелі, БРСР (нині Білорусь). Його батько Микола Петрович Автономов (нар. 3 грудня 1899) був військовослужбовцем і зник безвісти 6 липня 1941 року. Його мати — Валентина Іванівна Буйницька (нар. 9 січня 1906 року) була домогосподаркою. 1939 року родина переїхала до міста Білосток на кордон з Польщею, де отець Валентина служив начальником штабу 4-ої окремої бригади ППО. 22 червня 1941 року вони евакуювалися до Мордовії. 1943 року, після звільнення Києва, сім'я переїхала до села Козин у Київській області, а після закінчення війни — до міста Високе Брестської області.
Валентин Миколайович закінчив школу у 1952 році із золотою медаллю та вступив до Московського авіаційного інституту (МАІ). У 1958 році він закінчив його з відзнакою та отримав направлення на роботу в Конструкторське бюро Південне (м. Дніпропетровськ) під керівництвом академіка М. К. Янгеля. Тут він познайомився з Інною Іванівною Іваненко (нар. 26 червня 1934 року) і одружився з нею 1958 році. У грудні того ж року у місті Воронеж, де жили батьки його дружини, народився їхній перший син Костянтин, а 1962 року — В'ячеслав.
Валентин Автономов отримав травму на роботі в 1959 році, він отримав отримував виробничу травму, що призвело до струсу мозку та проблем зі здоров'ям надалі (гіпертонія). У 1967 році він захистив кандидатську дисертацію і працював у проектному відділі 103, доки не став начальником проектного відділу 101 у 1974 році. Під його керівництвом (1974—1993) цей відділ став провідним відділом Конструкторського бюро Південне, що визначає стратегію розвитку ракетних комплексів стратегічного призначення СРСР. 101 відділ став кузнею талановитих фахівців КБЮ — таких як два генеральні конструктори Станіслав Миколайович Конюхов та Олександр Вікторович Дегтярьов.
З 1978 року до своєї смерті у 1998 році, Валентин Миколайович працював як доцент на Фізико-технічному факультеті ДДУ. Тоді він також читав лекції зі своєї спеціальності. Він був шановним викладачем, якому подобалося ділитися своїми знаннями з молодими майбутніми фахівцями. Мав 46 патентів на винахід.
У 1991 році він потрапив в аварію під час відрядження до Генштабу України (м. Київ), внаслідок якої отримав сильний струс головного мозку з великою гематомою. Це був важкий період для нього та його сім'ї, але він продовжив працювати та боротися з наслідками події. Проте 1993 року перенісши інфаркт, а потім і інсульт, Валентина Миколайовича частково паралізувало. Останні кілька років свого життя йому довелося провести у родинному колі, оскільки він потребував постійного догляду.
Помер 22 жовтня 1998 року в місті Дніпропетровську (нині Дніпрі) та похований на Сурсько-Литовському кладовищі. Його праці та досягнення у науці та освіті залишили величезний слід у житті тих, хто знав та працював з ним. Його внесок у розробку ракетних технологій і створення потужного ядерного потенціалу СРСР був величезним і не піддаеться переоцінці. Його досягнення залишаться в історії як приклад талановитого та відданого своїй справі вченого-конструктора, який присвятив життя служінню своїй країні.

Валентин Миколайович з сином В'ячеславом (1986)

## Родина
Дружина Інна Іванівна Іваненко (нар. 26 червня 1934 р.) була молодшим інженером у КБЮ, на якому вони й познайомилися.
- Син Костянтин (1958)

- Син В'ячеслав (1962)

## Нагороди
- За успішну роботу було нагороджено двома орденами Леніна
- Орден Трудового Червоного Прапора
- Орден Революції
- За розробку залізничного ракетного комплексу РТ-23 УТТХ надано звання Почесний Залізничник